# بيتا تود
بيتا تود (بالإنجليزية: Peta Todd)‏ هي عارضة بريطانية، ولدت في 8 ديسمبر 1986 في نيوهام في المملكة المتحدة.

## وصلات خارجية
- بيتا تود على موقع IMDb (الإنجليزية)